# Daviesia triflora
Daviesia triflora là loài cây bụi thuộc họ Fabaceae, đặc hữu của South West Australia.